# ألكوين

## السيرة الذاتية

### خلفية
وُلد ألكوين في مدينة نورثومبريا، في وقت ما في الثلاثينات من القرن الماضي، كما يُفترض. في الواقع، لا توجد أي معلومات عن والديه أو خلفيته العائلية أو أصله. يؤكد فيتا ألكويني أن ألكوين كان من «النبلاء الإنجليز»، وقد تمت الموافقة على هذا البيان من قِبَل العلماء.
في كتابه تحت عنوان «حياة القديس ويليبرورد»، كتب ألكوين أن ويلجلز، وهو رب الأسرة، قد وجد مصلى وكنيسة عند مصب نهر الهمبر، والتي ورثها ألكوين. لأن في أوائل الكتابة الأنجلو لاتينية، كانت كلمة ربُّ الأسرة (رب المنزل) عادةً ما تُشير الفلاح، اقترح دونالد إيه. بولوغ أن عائلة ألكوين كانت من الفلاحين، أي أنهم كانوا أحرارًا ولكن يخضعون لأحد النبلاء، وأن ألكوين وأفراد أسرته الآخرين قد اشتُهروا من خلال روابطهم الوثيقة مع الأرستقراطين. إذا كان الأمر كذلك، فإن أصول ألكوين قد تكون في الجزء الجنوبي مما كان يُعرف سابقًا باسم ديرا (مملكة).

### العودة إلى نورثمبريا وفرانسيا
في عام 790، عاد ألكوين من محكمة شارلمان إلى إنجلترا، والتي بقيت في ذاكرته. وقضى هناك بعض الوقت، ولكن شارلمان دعاه بعد ذلك إلى العودة للمساعدة في المعركة ضد هرطقة فكرة التَّبني التي كانت في ذلك الوقت تحرز تقدمًا كبيرًا في توليدو، العاصمة القديمة لقبائل القوط الغربيون والتي ما تزال مدينة رئيسية للمسيحيين تحت الحكم الإسلامي في اسبانيا. ويُعتقد أنه كان على اتصال مع بيتوس من ليبانا، من مملكة أستورياس، التي حاربت ضد فكرة التبني. في مجلس فرانكفورت عام 794، أيَّد ألكوين المبدأ الأرثوذكسي ضد الآراء التي أعرب عنها فيليكس، وهو أحد المهرطقين وفقًا للموسوعة الكاثوليكية. بعد فشله خلال إقامته في نورثومبريا بالتأثير على الملك في سير حكمه، لم يعد ألكوين إلى المنزل قطّ.
عاد إلى قصر شارلمان قبل منتصف عام 792 تقريبًا، وهناك حيث كتب سلسلة من الرسائل إلى ملك نورثمبريا، وهيغبالد، أسقف ليندسفارن، وإلى رئيس أساقفة كانتربيري في الأشهر التالية، إلى جانب الهجوم الذي شنَّه الفايكنج على ليندسفارن في يوليو عام 793. اعتُبرت هذه الرسائل إلى جانب قصيدة ألكوين حول الموضوع، التراث الهام والوحيد لهذه الأحداث. وفي وصفه لهجوم الفايكنج كتب: «لم يظهر مثل هذا الإرهاب في بريطانيا من قبل. فقد نهبوا كنيسة القديس كوثبرت، التي تناثرت داخلها دماء كهنة الله، وسُرقت زخارفها».

### مدينة تور وموته
في عام 796، كان ألكوين قد بلغ الستين من عمره. وكان يأمل بأن يكون متفرغًا من واجبات البلاط وعند وفاة أبوت إيثريوس من سانت مارتن في مدينة تور، وضع شارلمان دير مارموتير تحت رعاية ألكوين، وقال إنه ينبغي أن يكون متاحًا في حال احتاجه لأي استشارة قانونية. شجَّع ألكوين الرهبان على العمل على كتابة المخطوطات الكارولينجية الجميلة من الحروف الرومانية الحديثة.
توفي ألكوين في 19 مايو عام 804، أي قبل حوالي عشر سنوات من الإمبراطور، ودُفن في كنيسة سانت مارتن وكُتِبَ على مرثية القبر:
الغبار، والديدان والرماد الآن...
أدعى ألكوين، ولطالما أحببت الحكمة
صلِّي أيها القارئ لروحي
وُجدت معظم تفاصيل حياة ألكوين من خلال رسائله وقصائده. وثمَّة أيضًا أقسام خاصة بالسيرة الذاتية في قصائد ألكوين التي كتبها حول مدينة يورك وفيتا ألكويني. كُتب عنه سيرة تقديسية (الهاغيوغرافيا) في فيريير، تستند جزئيًا على ذكريات سيغوولف، أحد تلاميذ الكولين.

## روابط خارجية
- ألكوين على موقع الموسوعة البريطانية (الإنجليزية)
- ألكوين على موقع ميوزك برينز (الإنجليزية)
- ألكوين على موقع ديسكوغز (الإنجليزية)